# Halford, Warwickshire
Halford är en ort och civil parish i Storbritannien.   Den ligger i grevskapet Warwickshire och riksdelen England, i den södra delen av landet, 120 km nordväst om huvudstaden London. Halford ligger 66 meter över havet och antalet invånare är 341.
Terrängen runt Halford är huvudsakligen platt, men västerut är den kuperad. Runt Halford är det ganska tätbefolkat, med 116 invånare per kvadratkilometer. Närmaste större samhälle är Banbury, 19,5 km öster om Halford. Trakten runt Halford består till största delen av jordbruksmark.